# Notiothops
Notiothops là một chi nhện trong họ Palpimanidae.